# Bernard Damiano
Pour les articles homonymes, voir Damiano.
Bernard Damiano, de son vrai nom Bernardino Bonaventura, est un peintre et sculpteur italien influencé par l'expressionnisme, né le 10 janvier 1926 à Monterosso Grana (Piémont), et mort le 23 juin 2000 à Nice.

## Biographie
Bernard Damiano ne découvre sa ville natale, Coni, qu'en 1935, après neuf années d'émigration familiale avec son père Pietro (1895-1964), sa mère Rosa (née en 1897) et sa sœur Angela, en Alsace, puis à Vallauris.
En 1940, en même temps qu'il fait l'apprentissage du métier de taillage de la pierre dans l'atelier Revello à Coni, Bernard Damiano se lie, par des affinités artistiques et littéraires, d'une amitié durable avec le futur poète et linguiste Sergio Arneodo : plus tard, ils s'attacheront communément à la valorisation culturelle et spirituelle d'un village du Val Grana, Sancto-Lucio de Coumboscuro.
Trouvant un emploi de tailleur de pierre et de marbre à Tende (Alpes-Maritimes) en 1948 (c'est là qu'il rencontre son épouse Giselle), puis d'ébéniste à Nice en 1951, il vit successivement à Nice, Villefranche-sur-Mer, Vallauris, puis de nouveau Nice où, dans un atelier situé dans un sous-sol de la rue Benoit Bunico dans le Vieux-Nice, il peint tout en étudiant les peintres de la Renaissance et les impressionnistes.
Lors de sa première exposition personnelle (Nice 1958, suivie rapidement de participations à des salons), Bernard Damiano reçoit les encouragements du peintre niçois Sylvain Vigny (1904-1970) avec qui il restera en relations. Sa vie à Nice est interrompue par deux années à Paris (Bernard réside alors rue Saint-Vincent, au cœur de la vie montmartroise), coïncidant avec sa première exposition personnelle dans la capitale, de 1966 et 1968. Il obtient la nationalité française en octobre 1974 et se partage dès lors entre Nice et San Remo.
C'est précisément au cours de la décennie 1970 que la peinture de Bernard Damiano est dite s'éloignant d'une parenté avec Jean Dubuffet, l'Art brut ou le mouvement Cobra pour, dans « une touche nerveuse et une pâte triturée », puiser son style dans la suite de l'expressionnisme. Cette proposition est toutefois énoncée avec réserve : à l'instar de l'espagnol Eduardo Pisano, Bernard n'a jamais daté ses œuvres, reprenant et retouchant même souvent un même tableau pendant plusieurs années. C'est peut-être dans l'usage du « trait-couleur et du flamboiement des chairs vives sur des fonds sombres » qu'une rupture est décelable. Bernard Damiano reste globalement vu aujourd'hui comme « un précurseur et un marginal » en ce que chez lui « le sacré et le morbide se fondent en une sorte d'obsession sauvage ».

## Expositions

### Expositions particulières
- Galerie Longchamp, Nice, 1958.

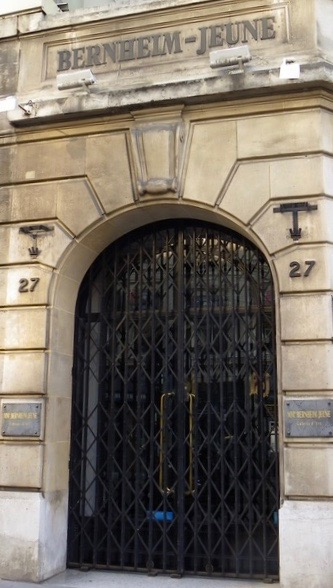
Galerie Bernheim-Jeune, Paris

- Galerie Bernheim-Jeune, Paris, mai-juin 1966.
- Nationalmuseum, Stockholm, 1968.
- Galerie Albert White, Toronto, 1968.
- Galerie N5, Paris, 1973.
- Galerie Rotta, Gênes, 1975.
- Studio d'Arte Beniamino, San Remo, 1974, juillet-août 1991.
- Centre culturel Braidese, Milan, 1984.
- Bernaud Damiano, œuvres 1983-1985, Compagnia del Disegno, Milan, 1986.
- Sigma Arte, Mila, 1989.
- Galerie Expression, Saint-Tropez, 1990.
- Galerie Depypere, Furnes, 1992.
- Galerie Michelangelo, Bergame, 1992[7].
- Bernard Damiano, de Comboscuro à Paris, Palazzo della Provincia, Coni, octobre 1993.
- Salle des Dominicains, Saint-Émilion, 1993.
- Galerie Loft, Nice, 1994.
- Rétrospective Bernard Damiano, Centre pour l'art contemporain de Milan, 1995.
- Galerie Mol, Amsterdam, 1995.
- Espace Chubac, Tourrette-Levens (Alpes Maritimes), 1996.
- Galerie Pascal Odille, Paris, 1996.
- Musée d'art contemporain, Marseille, 1996.
- Lumière bleue, Galerie Art 7, 'Nice, 1998.
- Musée d'art moderne, Nice, 1998.
- Bernard Damiano, l'homme et l'œuvre, Centre culturel Bertello, Borgo San Dalmazzo, 1999.
- Palazzo della Provincia, Coni, 1999.
- Musée du Palazzo Borea dell'Olmo, San Remo, décembre 2003 - février 2004.
- Compagnia del Disegno, Milan, avril 2012[8].
- Art Gallery Maurice Vrolijk, Dordrecht, 2014[9].
- Bernard Damiano, Pathos, ville de Merano, janvier 2015[10].

### Expositions collectives
- Biennale de Menton, 1960, 1964, 1966, 1970.
- Salon d'automne, Paris, 1960, 1962.
- Palais de la Méditerranée, Nice, 1960.
- Maison de la culture de Moscou, 1960.
- Maison des artistes, Hauts de Cagnes, avec Franta, Claude Morini, Émile Crociani, Michel Joyard, Frédéric Altmann[11], 2004.
- Galerie Mourlot Jeu de Paume, Marseille, 2008.
- L'art contemporain et la Côte d'Azur, par-delà les frontières du regard, un territoire pour l'expérimentation - 1951-2011 : Arman, César, James Coignard, Bernard Damiano, Pierre Faniest, Franta, Pierre Gastaud, Henri Goetz, Hans Hartung, Paul Jenkins, Yves Klein, Pablo Picasso, Anton Prinner, Théo Tobiasse, Raoul Ubac, Javier Vilató, Jean Villeri, Centre national d'art contemporain, Carros, juin-octobre 2011[12],[13].
- La nature morte, art singulier, Espace culturel André-Malraux, Château des Baumettes, Villeneuve-Loubet, septembre-octobre 2012[14].
- La collection Miche Berra, une histoire de l'art et de la vie, Fondation Filatoio, Caraglio, novembre 2012 - avril 2013[15].
- Alpi dell'arte: Tino Aime, Bernard Damiano, Roberto Lucchinetti, Dorino Ouvrier, Giovanni Thoux, Willy Messner, Musée de Coni, janvier-février 2013[16].
- Provence, terre de rencontres entre artistes et écrivains, Musée Regards de Provence, Marseille, octobre 2013 - mars 2014[17].
- Prestige et contemporain, Galerie Cortade-Art, Toulouse, novembre 2014[18].
- Le grand atelier, hommage à Matisse, Forum Jorge François, Nice, décembre 2014 - janvier 2015[19].

## Réception critique

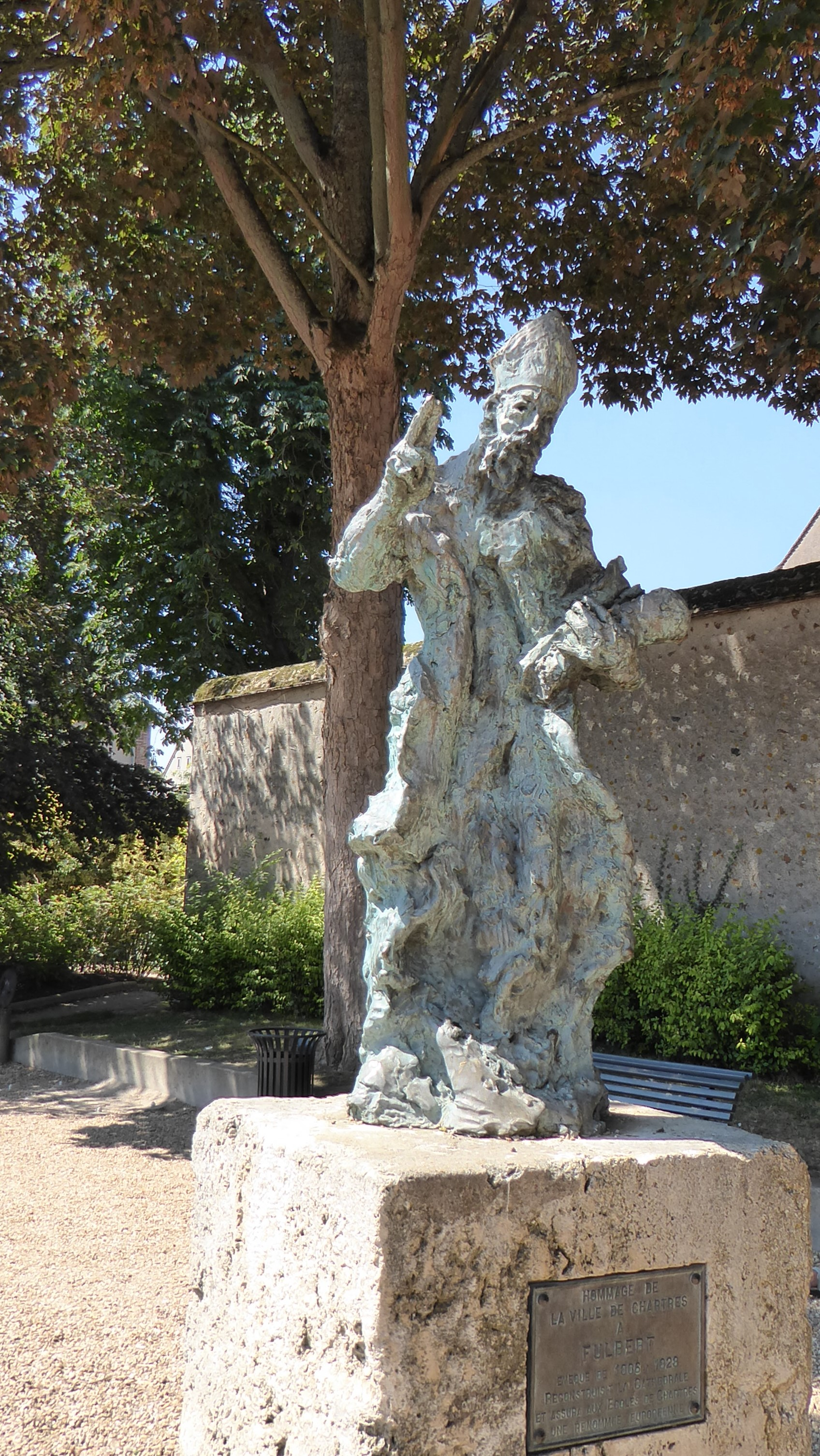
Bernard Damiano, Saint Fulbert, parvis de la cathédrale, Chartres.

« […] Ses représentations impétueuses occupent de droit une place dans l'actualité figurative qui émerge avec décision sur la scène actuelle de l'art. »

— Martina Corgnati

« Les nus féminins sont agités par un délire génésique à la de Kooning, dans une épaisseur à la Leroy, lisibilité en plus ; la mort n'est jamais éloignée. Eros et Thanatos. Pathétique de la condition humaine dans les affres de son temps. »

— Jean-Pierre Delarge

« Expressionniste, Bernard Damiano se définit par une représentation déformée sublimant la réalité pour atteindre une grande intensité faite de couleurs vibrantes, d'un gestuel puissant et d'une pâte haute en matière. »

— Marc Ottavi

## Collections publiques

### Musées

#### France
- Centre international d'art contemporain, château de Carros (Alpes-Maritimes), Portrait du peintre André Verdet donation André Verdet[13].
- Musée d'art moderne et contemporain de Saint-Étienne Métropole, Sans titre, aquarelle et gouache 56x76cm[23].

#### Italie
- Musée de Coni.
- Museo etnografico Coumboscuro della civiltà provenzale alpina, Monterosso Grana[24].

### Églises
- Église Sancto-Lucio de Coumboscuro, Monterosso Grana, Chemin de croix (14 peintures) et Le Christ saignant (sculpture bois)[2].
- Place de la cathédrale, Chartres, statue de l'évêque Saint Fulbert, bronze, 1997[25],[26],[27].

## Collections privées référencées
- Giovanni Testori, Milan[28].
- Miche Berra, Coni (collection aujourd'hui conservée au Palais Sarriod de la Tour, Costigliole Saluzzo)[29].
- Nivèse et Frédéric Altmann, Nice[11].